# Stanford-le-Hope
Stanford-le-Hope é uma cidade, antiga paróquia civil e paróquia da Igreja da Inglaterra situada no condado de Essex, Inglaterra. Muitas vezes conhecida localmente simplesmente como Stanford, a cidade está dentro da autoridade unitária de Thurrock e localizada 38,4 km a leste de Charing Cross, em Londres. Em 1931 a freguesia tinha uma população de 4311 habitantes.
O autor modernista Joseph Conrad viveu na cidade de 1896 a 1898.